# Sváb Hercegség
A Sváb Hercegség a kora középkori Keleti Frank Királyság és a középkori Német Királyság öt törzsi hercegségének egyike volt, és hercegei a legerősebb német főnemesek közé tartoztak.
Svábföld a nevét a germán szvéb (Suevi) törzsről kapja, de a hercegség fennállása alatt ugyanezen terület nevét gyakran felváltva használják az Alemannia névvel a késő középkorig. A Fekete-erdőben, a Rajna és a Duna felső folyása menti szállásterületen több (sváb)germán törzs egyesül és őket hívták alemannoknak, innen ered a 10–13. századi váltakozó névhasználat, később inkább a Svábia elnevezést használják.
A hercegséget II. Burchard 917-ben nyilvánítja különállóvá. Burchard szövetségre lép I. Konrád keleti frank királlyal és legyőzi vetélytársait Alemannia birtoklásáért folytatott 915-ös wahlwiesi csatában.
A legfigyelemreméltóbb sváb uralkodói család a Hohenstaufen volt, tagjai egy rövid megszakítástól eltekintve, 1079-től 1268-ig birtokolták a hercegséget. Ezen időszakban többször is a Hohenstaufen hercegek német-római császárok is voltak.
A hercegség 1268-ig létezett, az utolsó sváb herceg, Konradin kivégzéséig. I. (Habsburg) Rudolph német király 1273-ban megpróbálta újraéleszteni a sváb hercegi címet azzal, hogy azt legkisebb fiának, a későbbi II Rudolf Austria hercegének adományozta, aki örökítette fiára, Parricida János hercegre. János örökös nélkül halt meg 1312-ben, vagy 1313-ban, a "megújított" cím ezzel eltűnt.
A Badeni Őrgrófság kivált a hercegségből már a 12. században. A hercegség Konradin halálával önálló tartományokká esik szét.

## Fordítás
- Ez a szócikk részben vagy egészben  a   Duchy of Swabia című angol Wikipédia-szócikk fordításán alapul.  Az eredeti cikk szerkesztőit annak laptörténete sorolja fel. Ez a jelzés csupán a megfogalmazás eredetét és a szerzői jogokat jelzi, nem szolgál a cikkben szereplő információk forrásmegjelöléseként.